# 莫拉塔德希洛卡
莫拉塔德希洛卡，是西班牙阿拉贡自治区萨拉戈萨省的一个市镇。 总面积23平方公里，总人口300人（2001年），人口密度13人/平方公里。